# Acanthocyclops iskrecensis
Acanthocyclops iskrecensis – gatunek widłonoga z rodziny Cyclopidae, nazwa naukowa gatunku została po raz pierwszy opublikowana w 1992 roku przez bułgarskiego zoologa Iwana S. Pandourskiego.